# Uda, Nara
Uda (japanska: 宇陀市?, Uda-shi) är en stad i Nara prefektur i Japan. Staden skapades 2006 genom en sammanslagning av kommunerna
Haibara, Murō, Ōuda och Utano.